# Рослини Донецької області, занесені до Червоної книги України
Список рослин Донецької області, занесених до Червоної книги України.

## Статистика
До списку входить 147 видів рослин, з них:
- Судинних рослин — 125;
- Мохоподібних — 0;
- Водоростей — 5;
- Лишайників — 5;
- Грибів — 12.

Серед них за природоохоронним статусом: 
- Вразливих — 63;
- Рідкісних — 28;
- Недостатньо відомих — 11;
- Неоцінених — 27;
- Зникаючих — 18;
- Зниклих у природі — 0;
- Зниклих — 0.

## Список видів
| № п/п | Українська назва виду                                                       | Латинська назва виду                                                 | Природоохоронний статус | Група           |
| ----- | --------------------------------------------------------------------------- | -------------------------------------------------------------------- | ----------------------- | --------------- |
| 1     | Аспіцилія кущиста                                                           | Aspicilia fruticulosa (Eversm.) Flag                                 | Вразливий               | Лишайники       |
| 2     | Аспленій Гейфлера                                                           | Asplenium x heufleri Reichardt                                       | Зникаючий               | Судинні рослини |
| 3     | Астрагал Геннінга                                                           | Astragalus henningii (Steven) Boriss.                                | Рідкісний               | Судинні рослини |
| 4     | Астрагал дніпровський                                                       | Astragalus borysthenicus Klokov                                      | Рідкісний               | Судинні рослини |
| 5     | Астрагал донський                                                           | Astragalus tanaiticus K.Koch                                         | Рідкісний               | Судинні рослини |
| 6     | Астрагал одеський                                                           | Astragalus odessanus Besser                                          | Рідкісний               | Судинні рослини |
| 7     | Астрагал понтійський                                                        | Astragalus ponticus Pall.                                            | Вразливий               | Судинні рослини |
| 8     | Астрагал сарептський                                                        | Astragalus sareptanus A.Beck.                                        | Рідкісний               | Судинні рослини |
| 9     | Астрагал шерстистоквітковий                                                 | Astragalus dasyanthus Pall.                                          | Вразливий               | Судинні рослини |
| 10    | Астрагал яйцеплідний                                                        | Astragalus testiculatus Pall.                                        | Рідкісний               | Судинні рослини |
| 11    | Бамбузіна Бребіссона                                                        | Bambusina brebissonii Kütz. ex Kütz.                                 | Рідкісний               | Водорості       |
| 12    | Білогнойовик Богуша                                                         | Leucocoprinus bohusi Wasser                                          | Зникаючий               | Гриби           |
| 13    | Боровик королівський, яєчник                                                | Boletus regius Krombh                                                | Зникаючий               | Гриби           |
| 14    | Брандушка різнобарвна (пізньоцвіт різнобарвний)                             | Bulbocodium versicolor (Ker Gawl.) Spreng.                           | Вразливий               | Судинні рослини |
| 15    | Булатка довголиста                                                          | Cephalanthera longifolia (L.) Fritsch                                | Рідкісний               | Судинні рослини |
| 16    | Булатка червона                                                             | Cephalanthera rubra (L.) Rich.                                       | Рідкісний               | Судинні рослини |
| 17    | Бурачок голоніжковий                                                        | Alyssum gymnopodum P.Smirn.                                          | Вразливий               | Судинні рослини |
| 18    | Водяний горіх плаваючий                                                     | Trapa natans L. s.l.                                                 | Неоцінений              | Судинні рослини |
| 19    | Волошка верболиста                                                          | Centaurea salicifolia M.Bieb.                                        | Зникаючий               | Судинні рослини |
| 20    | Волошка донецька                                                            | Centaurea donetzica Klokov                                           | Вразливий               | Судинні рослини |
| 21    | Волошка несправжньо-блідолускова                                            | Centaurea pseudoleucolepis Kleopow                                   | Рідкісний               | Судинні рослини |
| 22    | Волошка Талієва                                                             | Centaurea taliewii Kleopow                                           | Вразливий               | Судинні рослини |
| 23    | Вудсія альпійська                                                           | Woodsia alpina (Bolton) S.F.Gray                                     | Зникаючий               | Судинні рослини |
| 24    | Герицій коралоподібний                                                      | Hericium coralloides (Fr.) Gray                                      | Вразливий               | Гриби           |
| 25    | Гіацинтик Палласів                                                          | Hyacinthella pallasiana (Steven) Losinsk.                            | Вразливий               | Судинні рослини |
| 26    | Гігроцибе ковпакоподібна                                                    | Hygrocybe calyptriformis (Berk. et Broome) Fayod                     | Рідкісний               | Гриби           |
| 27    | Гісоп крейдяний                                                             | Hyssopus cretaceus Dubjan.                                           | Неоцінений              | Судинні рослини |
| 28    | Горицвіт весняний                                                           | Adonis vernalis L.                                                   | Неоцінений              | Судинні рослини |
| 29    | Горицвіт волзький                                                           | Adonis wolgensis Steven ex DC.                                       | Неоцінений              | Судинні рослини |
| 30    | Грабельки Бекетова                                                          | Erodium beketowii Schmalh.                                           | Рідкісний               | Судинні рослини |
| 31    | Грифола листувата                                                           | Grifola frondosa (Dicks.: Fr.) Gray                                  | Вразливий               | Гриби           |
| 32    | Громовик донський                                                           | Onosma tanaitica Klokov                                              | Неоцінений              | Судинні рослини |
| 33    | Дворядник крейдяний                                                         | Diplotaxis cretacea Kotov                                            | Вразливий               | Судинні рослини |
| 34    | Дельфіній руський                                                           | Delphinium rossicum Litv.                                            | Вразливий               | Судинні рослини |
| 35    | Дельфіній Сергія                                                            | Delphinium sergii Wissjul.                                           | Вразливий               | Судинні рослини |
| 36    | Дельфіній яскраво-червоний                                                  | Delphinium puniceum Pall.                                            | Рідкісний               | Судинні рослини |
| 37    | Деревій голий                                                               | Achillea glaberrima Klokov                                           | Рідкісний               | Судинні рослини |
| 38    | Дзвінець крейдовий                                                          | Rhinanthus cretaceus Vassilcz.                                       | Недостатньо відомий     | Судинні рослини |
| 39    | Дивина розлога                                                              | Verbascum laxum Filar. et Jöv.                                       | Зникаючий               | Судинні рослини |
| 40    | Дрік скіфський                                                              | Genista scythica Pacz.                                               | Неоцінений              | Судинні рослини |
| 41    | Ентолома смердюча, рожевопластинник смердючий                               | Entoloma nidorosum (Fr.) Quél.                                       | Рідкісний               | Гриби           |
| 42    | Еремур показний                                                             | Eremurus spectabilis M.Bieb.s.l.                                     | Зникаючий               | Судинні рослини |
| 43    | Жовтушник кринкський                                                        | Erysimum krynkense Lavrenko                                          | Зникаючий               | Судинні рослини |
| 44    | Жовтушник український                                                       | Erysimum ucranicum J. Gay.                                           | Вразливий               | Судинні рослини |
| 45    | Жостір фарбувальний                                                         | Rhamnus tinctoria Waldst. et Kit.                                    | Рідкісний               | Судинні рослини |
| 46    | Зміячка австрійська (скорзонера австрійська)                                | Scorzonera austriaca Willd.                                          | Зникаючий               | Судинні рослини |
| 47    | Зморшок степовий                                                            | Morchella steppicola Zerova.                                         | Рідкісний               | Гриби           |
| 48    | Зозулинець чоловічий                                                        | Orchis mascula (L.) L.                                               | Вразливий               | Судинні рослини |
| 49    | Зозулинець шоломоносний                                                     | Orchis militaris L.                                                  | Вразливий               | Судинні рослини |
| 50    | Зозулині сльози яйцеподібні                                                 | Listera ovata (L.) R.Br.                                             | Неоцінений              | Судинні рослини |
| 51    | Зозульки м'ясочервоні (пальчатокорінник м'ясочервоний)                      | Dactylorhiza incarnata (L.) Soy s.l.                                 | Вразливий               | Судинні рослини |
| 52    | Зозульки плямисті (пальчатокорінник плямистий)                              | Dactylorhiza maculata (L.) Soό s.l.                                  | Вразливий               | Судинні рослини |
| 53    | Зозульки травневі (пальчатокорінник травневий)                              | Dactylorhiza majalis (Rchb.) P.F.Hunt et Summerhayes s.l.            | Рідкісний               | Судинні рослини |
| 54    | Калофака волзька                                                            | Calophaca wolgarica (L. f.) DC.                                      | Вразливий               | Судинні рослини |
| 55    | Карагана скіфська                                                           | Caragana scythica (Kom.) Pojark.                                     | Вразливий               | Судинні рослини |
| 56    | Катран морський                                                             | Crambe maritima L.                                                   | Вразливий               | Судинні рослини |
| 57    | Катран татарський                                                           | Crambe tataria Sebeyk                                                | Вразливий               | Судинні рослини |
| 58    | Катран шорсткий                                                             | Crambe aspera М. Bieb.                                               | Вразливий               | Судинні рослини |
| 59    | Келерія Талієва                                                             | Koeleria talievii Lavrenko                                           | Неоцінений              | Судинні рослини |
| 60    | Кендир венеційський (кендир сарматський, кендир кримський, кендир Русанова) | Trachomitum venetum (L.) Woodson s.l.                                | Вразливий               | Судинні рослини |
| 61    | Клеома птахоніжкоподібна (клеома донецька, клеома сива)                     | Cleome ornithopodioides L. s.l.                                      | Зникаючий               | Судинні рослини |
| 62    | Ковила азовська                                                             | Stipa maeotica Klokov et Ossycznjuk                                  | Недостатньо відомий     | Судинні рослини |
| 63    | Ковила відмінна                                                             | Stipa anomala P.Smirn. ex Roshev.                                    | Зникаючий               | Судинні рослини |
| 64    | Ковила відокремлена                                                         | Stipa disjuncta Klokov                                               | Вразливий               | Судинні рослини |
| 65    | Ковила волосиста                                                            | Stipa capillata L.                                                   | Неоцінений              | Судинні рослини |
| 66    | Ковила вузьколиста                                                          | Stipa tirsa Steven                                                   | Вразливий               | Судинні рослини |
| 67    | Ковила гранітна                                                             | Stipa graniticola Klokov                                             | Недостатньо відомий     | Судинні рослини |
| 68    | Ковила дивна                                                                | Stipa adoxa Klokov et Ossycznjuk                                     | Недостатньо відомий     | Судинні рослини |
| 69    | Ковила дніпровська                                                          | Stipa borysthenica Klokov ex Prokudin                                | Вразливий               | Судинні рослини |
| 70    | Ковила Залеського                                                           | Stipa zalesskii Wilensky                                             | Вразливий               | Судинні рослини |
| 71    | Ковила найкрасивіша                                                         | Stipa pulcherrima K. Koch                                            | Вразливий               | Судинні рослини |
| 72    | Ковила облудна                                                              | Stipa fallacina Klokov et Ossycznjuk                                 | Недостатньо відомий     | Судинні рослини |
| 73    | Ковила пірчаста                                                             | Stipa pennata L.                                                     | Вразливий               | Судинні рослини |
| 74    | Ковила пухнастолиста                                                        | Stipa dasyphylla (Czern. ex Lindem.) Trautv.                         | Вразливий               | Судинні рослини |
| 75    | Ковила українська                                                           | Stipa ucrainica P. Smirn.                                            | Неоцінений              | Судинні рослини |
| 76    | Ковила шорстка                                                              | Stipa asperella Klokov et Ossycznjuk                                 | Недостатньо відомий     | Судинні рослини |
| 77    | Козельці донецькі                                                           | Tragopogon donetzicus Artemcz.                                       | Неоцінений              | Судинні рослини |
| 78    | Коручка темно-червона                                                       | Epipactis atrorubens (Hoffm. ex Bernh.) Besser                       | Вразливий               | Судинні рослини |
| 79    | Коручка чемерникоподібна (коручка широколиста)                              | Epipactis helleborine (L.) Crantz                                    | Неоцінений              | Судинні рослини |
| 80    | Косарики тонкі                                                              | Gladiolus tenuis M.Bieb.                                             | Вразливий               | Судинні рослини |
| 81    | Косарики черепитчасті                                                       | Gladiolus imbricatus L.                                              | Вразливий               | Судинні рослини |
| 82    | Костриця крейдова                                                           | Festuca cretacea T.Pop. et Proskor.                                  | Неоцінений              | Судинні рослини |
| 83    | Ксантопармелія загорнута, ксантопармелія камчадальська, пармелія блукаюча   | Xanthoparmelia convoluta (Krempelh.) Hale                            | Вразливий               | Лишайники       |
| 84    | Курай туполистий                                                            | Salsola mutica C. A. Mey.                                            | Вразливий               | Судинні рослини |
| 85    | Кучерявка кущова                                                            | Atraphaxis frutescens (L.) K.Koch.                                   | Зникаючий               | Судинні рослини |
| 86    | Ласалія пухирчаста                                                          | Lasallia pustulata (L.) Merat                                        | Рідкісний               | Лишайники       |
| 87    | Левкой запашний                                                             | Matthiola fragrans Bunge                                             | Рідкісний               | Судинні рослини |
| 88    | Лещиця скупчена                                                             | Gypsophila glomerata Pall. ex Adam                                   | Вразливий               | Судинні рослини |
| 89    | Лімацела степова                                                            | Limacella steppicola Zerova et Wasser                                | Недостатньо відомий     | Гриби           |
| 90    | Любка дволиста                                                              | Platanthera bifolia (L.) Rich.                                       | Неоцінений              | Судинні рослини |
| 91    | Льонок крейдовий                                                            | Linaria cretacea Fisch. ex Spreng.                                   | Неоцінений              | Судинні рослини |
| 92    | Мачок жовтий                                                                | Glaucium flavum Crantz                                               | Вразливий               | Судинні рослини |
| 93    | Морківниця прибережна (зореморквиця прибережна)                             | Astrodaucus littoralis (M.Bieb.) Drude                               | Вразливий               | Судинні рослини |
| 94    | Нітелопсіс притуплений                                                      | Nitellopsis obtusa (Desv. inLoisel) J. Groves                        | Рідкісний               | Водорості       |
| 95    | Осока блискуча                                                              | Carex liparocarpos Gaud.                                             | Зникаючий               | Судинні рослини |
| 96    | Осока лапкоподібна                                                          | Carex pediformis C. A. Mey.                                          | Рідкісний               | Судинні рослини |
| 97    | Палімбія солончакова                                                        | Palimbia salsa (L. f.) Besser                                        | Вразливий               | Судинні рослини |
| 98    | Палімбія тургайська                                                         | Palimbia turgaica Lipsky ex Woronow                                  | Зникаючий               | Судинні рослини |
| 99    | Пеніум Борге                                                                | Penium borgeanum Skuja                                               | Вразливий               | Водорості       |
| 100   | Печериця мухомороподібна                                                    | Agaricus amanitaeformis Wasser                                       | Зникаючий               | Гриби           |
| 101   | Печериця таблитчаста                                                        | Agaricus tabularis Peck                                              | Зникаючий               | Гриби           |
| 102   | Пирій ковилолистий                                                          | Elytrigia stipifolia (Czern. ex Nevski) Nevski                       | Неоцінений              | Судинні рослини |
| 103   | Півники борові                                                              | Iris pineticola Klokov                                               | Вразливий               | Судинні рослини |
| 104   | Півники рогаті                                                              | Iris furcata M.Bieb.                                                 | Зникаючий               | Судинні рослини |
| 105   | Півонія тонколиста                                                          | Paeonia tenuifolia L.                                                | Вразливий               | Судинні рослини |
| 106   | Плодоріжка блощична (зозулинець блощичний)                                  | Anacamptis coriophora (L.) R.M. Bateman, Pridgeon et M.W. Chase s.l. | Вразливий               | Судинні рослини |
| 107   | Плодоріжка запашна (зозулинець запашний, анакампт запашний)                 | Anacamptis fragrans (Pollini) R.M.Bateman                            | Вразливий               | Судинні рослини |
| 108   | Повстянка дніпровська (цимбохазма дніпровська)                              | Cymbochasma borysthenica (Pall. ex Schlecht.) Klokov et Zoz          | Рідкісний               | Судинні рослини |
| 109   | Полин суцільнобілий                                                         | Artemisia hololeuca M.Bieb.ex Besser                                 | Неоцінений              | Судинні рослини |
| 110   | Ранник весняний                                                             | Scrophularia vernalis L.                                             | Вразливий               | Судинні рослини |
| 111   | Ранник гранітний                                                            | Scrophularia granitica Klokov et A.Krasnova                          | Недостатньо відомий     | Судинні рослини |
| 112   | Ранник донецький                                                            | Scrophularia donetzica Kotov                                         | Неоцінений              | Судинні рослини |
| 113   | Ранник крейдовий                                                            | Scrophularia cretacea Fisch. ex Spreng.                              | Неоцінений              | Судинні рослини |
| 114   | Рябчик малий                                                                | Fritillaria meleagroides Patrinex Schult. et Schult.f.               | Вразливий               | Судинні рослини |
| 115   | Рябчик руський                                                              | Fritillaria ruthenica Wikstr.                                        | Вразливий               | Судинні рослини |
| 116   | Рядовка опенькоподібна                                                      | Tricholoma focale (Fr.) Ricken                                       | Вразливий               | Гриби           |
| 117   | Рястка Буше                                                                 | Ornithogalum boucheanum (Kunth) Asch.                                | Неоцінений              | Судинні рослини |
| 118   | Сальвінія плаваюча                                                          | Salvinia natans (L.) All.                                            | Неоцінений              | Судинні рослини |
| 119   | Серпій донецький (клязея донецька)                                          | Klasea donetzica (Dubovik) J.Holub                                   | Рідкісний               | Судинні рослини |
| 120   | Смілка крейдова                                                             | Silene cretacea Fisch. ex Spreng.                                    | Вразливий               | Судинні рослини |
| 121   | Солодка гола                                                                | Glycyrrhiza glabra L.                                                | Неоцінений              | Судинні рослини |
| 122   | Солодушка крейдова                                                          | Hedysarum cretaceum Fisch.                                           | Зникаючий               | Судинні рослини |
| 123   | Сон лучний (сон чорніючий, сон богемський)                                  | Pulsatilla pratensis (L.) Mill. s.l.                                 | Неоцінений              | Судинні рослини |
| 124   | Сон розкритий                                                               | Pulsatilla patens (L.) Mill. s.l.                                    | Неоцінений              | Судинні рослини |
| 125   | Сонцецвіт сивий (сонянка сива)                                              | Helianthemum canum (L.) Hornem. s.l.                                 | Рідкісний               | Судинні рослини |
| 126   | Сосна крейдова                                                              | Pinus cretacea (Kalenicz.) Kondr.                                    | Вразливий               | Судинні рослини |
| 127   | Спірогіра Рейнгарда                                                         | Spirogyra reinhardii Chmiel.                                         | Вразливий               | Водорості       |
| 128   | Тамарикс стрункий                                                           | Tamarix gracilis Willd.                                              | Вразливий               | Судинні рослини |
| 129   | Толіпела проліферуюча                                                       | Tolypella prolifera (Ziz. ex A.Braun) Leonhar.                       | Рідкісний               | Водорості       |
| 130   | Трутовик коренелюбний                                                       | Polyporus rhizophilus (Pat.) Sacc.                                   | Рідкісний               | Гриби           |
| 131   | Тюльпан гранітний                                                           | Tulipa graniticola (Klokov et Zoz) Klokov                            | Вразливий               | Судинні рослини |
| 132   | Тюльпан двоквітковий                                                        | Tulipa biflora Pall.                                                 | Вразливий               | Судинні рослини |
| 133   | Тюльпан дібровний                                                           | Tulipa quercetorum Klokovet Zoz                                      | Вразливий               | Судинні рослини |
| 134   | Тюльпан змієлистий                                                          | Tulipa ophiophylla Klokovet Zoz                                      | Вразливий               | Судинні рослини |
| 135   | Тюльпан Шренка                                                              | Tulipa schrenkii Regel                                               | Вразливий               | Судинні рослини |
| 136   | Умбілікарія багатолистоподібна                                              | Umbilicaria subpolyphylla Oxn.                                       | Рідкісний               | Лишайники       |
| 137   | Франкенія припорошена                                                       | Frankenia pulverulenta L.                                            | Вразливий               | Судинні рослини |
| 138   | Холодок Палласа (холодок коротколистий)                                     | Asparagus pallasii Miscz.                                            | Вразливий               | Судинні рослини |
| 139   | Цетрарія степова, целокаулон степовий, корнікулярія степова                 | Cetraria steppae (Savicz) Kärnef.                                    | Вразливий               | Лишайники       |
| 140   | Цибуля лінійна                                                              | Allium lineare L.                                                    | Вразливий               | Судинні рослини |
| 141   | Цибуля савранська                                                           | Allium savranicum Besser                                             | Вразливий               | Судинні рослини |
| 142   | Чебрець кальміуський                                                        | Thymus kaljmijussicus Klokovet Des.-Shost.                           | Недостатньо відомий     | Судинні рослини |
| 143   | Шафран сітчастий                                                            | Crocus reticulatus Steven ex Adams                                   | Неоцінений              | Судинні рослини |
| 144   | Шиверекія подільська                                                        | Schivereckia podolica (Besser) Andrz. ex DC.                         | Неоцінений              | Судинні рослини |
| 145   | Шипшина донецька                                                            | Rosa donetzica Dubovik                                               | Недостатньо відомий     | Судинні рослини |
| 146   | Шоломниця крейдова                                                          | Scutellaria creticola Juz.                                           | Неоцінений              | Судинні рослини |
| 147   | Юринея Талієва                                                              | Jurinea talievii Klokov                                              | Недостатньо відомий     | Судинні рослини |